# Celle qu'on oublie
Pour plus de détails, voir Fiche technique et Distribution.
Celle qu'on oublie (titre original : Women Men Forget) est un film muet américain réalisé par John M. Stahl et sorti en 1920. Produit par l' American Cinema Corporation et distribué par United Picture Theatres of America Inc., il met en vedette Mollie King, Edward Langford, Frank Mills, Lucy Fox et Jane Jennings.

## Synopsis
Lorsque Helen, l'ancienne camarade de classe de Mary Graham lui rend visite, son mari Robert s'éprend de l'invitée de sa femme et lui avoue ouvertement son amour. Mary est impuissante à mettre un terme à cette liaison et confie à son vieil ami James Livingston qu'elle est enceinte. Cachant sa grossesse à son mari, elle se rend à la campagne, où elle accouche d'un garçon. Apprenant que Robert a l'intention de demander le divorce, Livingston exige que le mari infidèle lui restitue les fonds que Graham est incapable de payer. Helen quitte bientôt son amant. En revanche, Mary propose de vendre ses bijoux pour aider son mari, forçant Robert à prendre conscience de sa vraie valeur. Robert, impressionné par la loyauté de sa femme, implore son pardon, et la famille se réconcilie enfin.

## Fiche technique
- Titre original : Women Men Forget
- Réalisation : John M. Stahl
- Scénario : Paul Bern, Elaine S. Carrington
- Photographie : John K. Holbrook
- Production :American Cinema Corporation

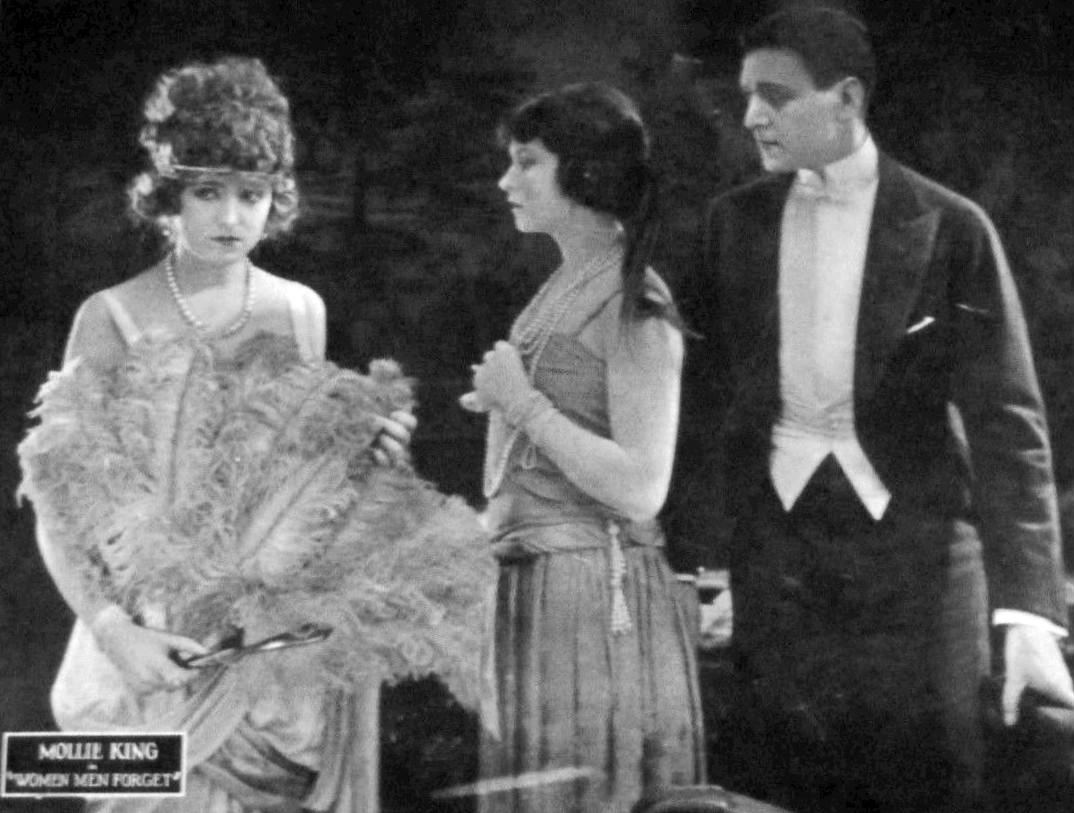
Une scène du film.

- Dates de sortie :
  - États-Unis : 21 mars 1920
  - France : 7 avril 1922

## Distribution

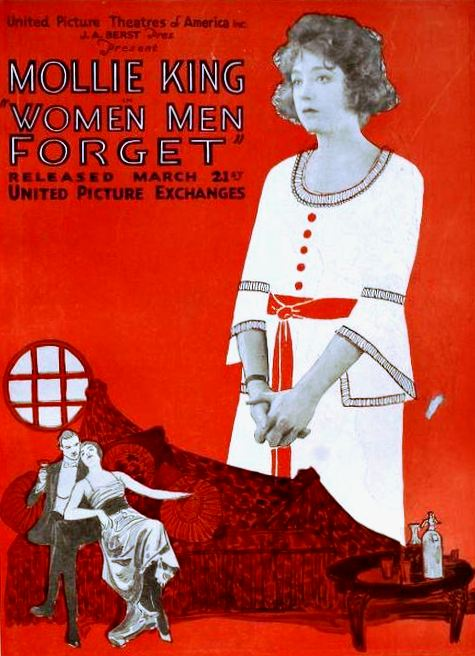
Publicité pour le film.

- Mollie King : Mary Graham
- Edward Langford : Robert Graham
- Frank Mills : James Livingston
- Lucy Fox : Helen
- Jane Jennings : la tante de James

## Conservation
Une copie complète du film se trouve aux Archives de la Bibliothèque du Congrès à Washington.